# Norman Reedus
Norman Mark Reedus (født 6. januar 1969) er en amerikansk skuespiller. Han er bl.a. kendt for sin rolle som Murphy MacManus i filmen The Boondock Saints fra 1999 og for rollen Daryl Dixon i AMC's TV-serie The Walking Dead. Han har også instrueret flere videoer og været model for forskellige modedesignere.

## Liv og karriere
Reedus blev født i Hollywood, Florida. Da han var nogle få måneder gammel, flyttede familien til Los Angeles i Californien. Efter at have flyttet hjemmefra i en alder af 12 år, rejste og boede han i flere lande, heriblandt England, Spanien og Japan. Han blev først opdaget til en fest i Los Angeles. Imens han var i Los Angeles, arbejdede han i en Harley-Davidson-shop i Venice og bidrog til flere udstillinger som maler, fotograf, skulptør og video-artist. Han  debuterede som skuespiller i stykket Maps for Drowners på Tiffany Theater på Sunset Boulevard. Han har været model for Prada, Alessandro Dell´Acqua og Durban.
Reedus er bedst kendt for at spille rollen som Murphy MacManus i kultfilmen The Boondock Saints, skrevet og instrueret af Troy Duffy, hvor han spillede sammen med Sean Patrick Flanery og Willem Dafoe. Han spillede også sammen med Flanery i efterfølgeren The Boondock Saints II: All Saints Day. Optagelserne begyndte i sommeren 2008 og blev udgivet Allehelgensdag (1. November) 2009. Han har haft roller i skuespillene Floating, Six Ways to Sunday, Deuces Wild, Blade II, den amerikanske film Gossip, Mimic, 8mm, American Gangster, Hero Wanted og Moscow Chill. I 2008 var han med i filmen Red Canyon som figuren Mac.
Reedus var i 2010 med i musikvideoen til Lady Gagas single Judas, hvor han spiller Judas.

## Privatliv
Reedus havde et længevarende forhold til den danske model Helena Christensen. Parret gik fra hinanden i 2003. Christensen og Reedus fik sammen sønnen Mingus Lucien Reedus (født 13. oktober 1999), opkaldt efter den legendariske jazzmusiker Charles Mingus. Reedus bor i New York sammen med Mingus.

## Filmografi
| År   | Titel                              | Rolle                   | Noter                           | Instruktør          |
| ---- | ---------------------------------- | ----------------------- | ------------------------------- | ------------------- |
| 1997 | Mimic                              | Jeremy                  |                                 | Guillermo del Toro  |
| 1997 | Six Ways to Sunday                 | Harry Odum              |                                 | Adam Bernstein      |
| 1998 | Davis Is Dead                      | Larry                   |                                 | Ryan Oxford         |
| 1998 | I'm Losing You                     | Toby                    |                                 | Bruce Wagner        |
| 1998 | Reach The Rock                     | Danny                   |                                 | William Ryan        |
| 1998 | Dark Harbor                        | Young Man               |                                 | Adam Coleman Howard |
| 1999 | 8MM                                | Warren Anderson         |                                 | Joel Schumacher     |
| 1999 | The Boondock Saints                | Murphy MacManus         |                                 | Troy Duffy          |
| 1999 | Let the Devil Wear Black           | Brautigan               |                                 | Stacy Title         |
| 1999 | Floating                           | Van                     |                                 | William Roth        |
| 2000 | The Beat Nicks                     | Nick Nero               |                                 | Nicholson Williams  |
| 2000 | Beat                               | Lucien Carr             |                                 | Gary Walkow         |
| 2000 | Gossip                             | Travis                  |                                 | Davis Guggenheim    |
| 2000 | Preston Tylk                       | Jonathan Casey          | also titled Bad Seed            | Jon Bokenkamp       |
| 2000 | Sand                               | Jack                    |                                 | Matt Palmieri       |
| 2002 | Luster                             | Sextools Delivery Boy   | Havde også titlen Muse          | Everett Lewis       |
| 2002 | Blade 2                            | Scud (Josh)             |                                 | Guillermo del Toro  |
| 2002 | Deuces Wild                        | Marco                   |                                 | Scott Kalvert       |
| 2003 | Nobody Needs to Know               | Kurt                    |                                 | Azazel Jacobs       |
| 2003 | Charmed                            | Nate Parks              | TV; 2 episoder                  |                     |
| 2003 | Tough Luck                         | Archie LaFontaine       |                                 | Gary Ellis          |
| 2003 | Octane                             | Recovery Man            | also titled Pulse               | Marcus Adams        |
| 2004 | Until the Night                    | Robert                  |                                 | Gregory Hatanaka    |
| 2004 | Ôsama no kampô                     |                         |                                 |                     |
| 2005 | Antikörper aka Antibodies          | Polizist Schmitz        |                                 |                     |
| 2005 | The Notorious Bettie Page          | Billy Neal              |                                 | Mary Harron         |
| 2005 | A Lot Like Love                    | The ex-boyfriend        |                                 | Nigel Cole          |
| 2005 | Masters Of Horror                  | Kirby Sweetman          | TV                              | John Carpenter      |
| 2005 | Comfortably Numb                   | Buddy Flemming          |                                 |                     |
| 2006 | 13 Graves                          | Norman                  | TV pilot, blev aldrig til noget |                     |
| 2006 | Walls                              | Henry Flesh             |                                 | Jack Roberts        |
| 2006 | Law & Order: Special Victims Unit  | Derek Lord              | TV                              |                     |
| 2006 | A Crime                            | Vincent Harris          |                                 | Manuel Pradal       |
| 2006 | Killer Queen                       | Jack Trust              |                                 |                     |
| 2007 | American Gangster                  | Detective Norman Reilly |                                 | Ridley Scott        |
| 2007 | Moscow Chill                       | Ray Perso               |                                 | Chris Solimine      |
| 2008 | Hero Wanted                        | Swain                   | Direkte på DVD                  |                     |
| 2008 | Red Canyon                         | Mac                     |                                 | Giovanni Rodriguez  |
| 2008 | Echos of Extinction                | Eric Richards           |                                 |                     |
| 2008 | Styrofoam Soul                     | Joe                     |                                 | Martin Snyder       |
| 2008 | Dead*Line                          | Seth                    |                                 | Joseph Bakhash      |
| 2008 | Clown                              | Lucien                  |                                 | Tate Steinsiek      |
| 2008 | Cadillac Records                   | Chess Records Engineer  |                                 | Darnell Martin      |
| 2008 | The Chase                          | Dangerous Guy           |                                 | Zack Resnicoff      |
| 2009 | Messengers 2: The Scarecrow        | John Rollins            | Direkte på DVD                  | Martin Barnewitz    |
| 2009 | Pandorum                           | Shepard                 |                                 | Christian Alvart    |
| 2009 | Night of the Templar               | Henry                   |                                 | Paul Sampson        |
| 2009 | Boondock Saints II: All Saints Day | Murphy MacManus         |                                 | Troy Duffy          |
| 2010 | Meskada                            | Dennis Burrows          |                                 | Josh Sternfeld      |
| 2010 | The Conspirator                    | Lewis Payne             |                                 | Robert Redford      |
| 2010 | The Walking Dead                   | Daryl Dixon             | TV                              |                     |
| 2010 | Hawaii Five-0                      | Anton Hess              | TV Pilot                        |                     |

### Instruktør
Reedus har instrueret flere kortfilm og musikvideoer. Hans 3 kortfilm hedder ”The Rub”, ”I Thought of You” og ”A Filthy Little Fruit”. Hans debut som instruktør af en spillefilm var i 2008. Han driver et New York-baseret filmproduktionsselskab ved navn Bigbaldhead.